# Asingan
Asingan is een gemeente in de Filipijnse provincie Pangasinan op het eiland Luzon. Bij de laatste census in 2007 had de gemeente ruim 54 duizend inwoners.

## Geografie

### Bestuurlijke indeling
Asingan is onderverdeeld in de volgende 21 barangays:
| - Ariston Este - Ariston Weste - Bantog - Baro - Bobonan - Cabalitian - Calepaan - Carosucan Norte - Carosucan Sur - Coldit - Domanpot | - Dupac - Macalong - Palaris - Poblacion East - Poblacion West - San Vicente Este - San Vicente Weste - Sanchez - Sobol - Toboy |

## Demografie
Asingan had bij de census van 2007 een inwoneraantal van 54.092 mensen. Dit zijn 2.867 mensen (5,6%) meer dan bij de vorige census van 2000. De gemiddelde jaarlijkse groei komt daarmee uit op 0,75%, hetgeen lager is dan het landelijk jaarlijks gemiddelde over deze periode (2,04%).